# Le Cannella
Le Cannella ist ein Ortsteil der süditalienische Gemeinde Isola di Capo Rizzuto in der Provinz Crotone in Kalabrien.
Die Gemeinde liegt etwa 6 km östlich des Hauptortes auf 26 m ü. NHN an der ionischen Küste und hat rund 100 Einwohner.
Koordinaten: 38° 57′ N, 17° 0′ O